# Carlo Goldoni

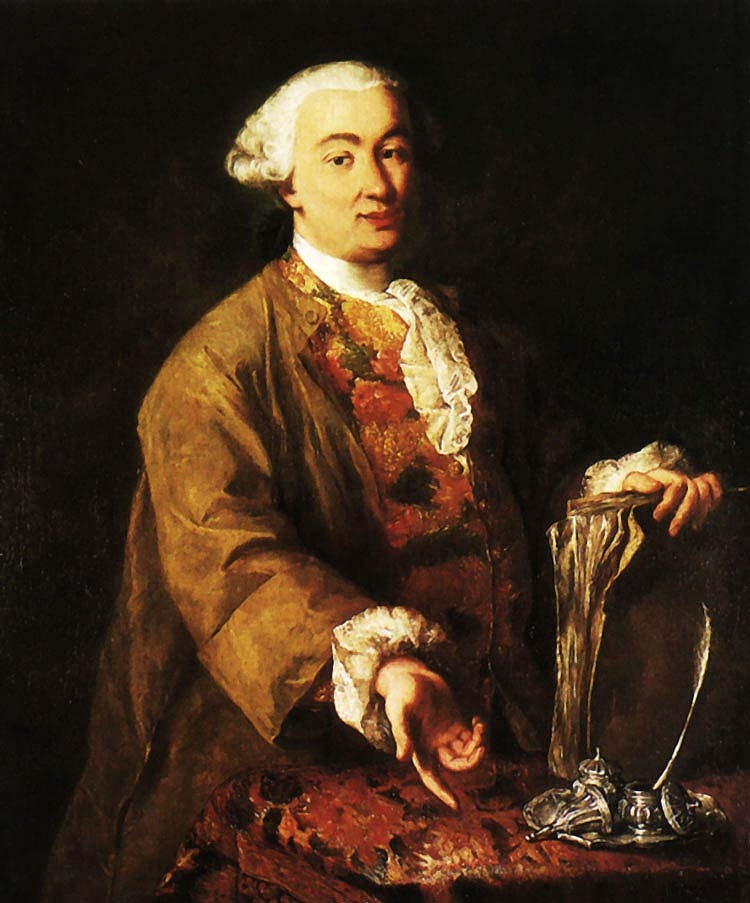
Carlo Goldoni, portret door Alessandro Longhi

Carlo Goldoni (Venetië, 25 februari 1707 - Parijs, 6 februari 1793) was een Italiaans toneelschrijver. Hij studeerde rechten en promoveerde, maar zijn hartstocht gold het theater. In 1734 voegde hij zich bij een theatergroep, waarvoor hij negen jaar de stukken schreef. Na een korte pauze keerde hij in 1746 met Knecht van twee meesters terug in het toneel. 
Goldoni hervormde het Italiaanse theater in de 18de eeuw en portretteerde het Venetiaanse leven in zijn meeste stukken. Daarmee zorgde hij ervoor dat de aloude commedia dell'arte uit de mode raakte. In zijn komedie  Il campiello presenteert Goldoni de dag van een beignetbakster, een fritoler. Een van zijn bekendste stukken is Het koffiehuis uit 1750.
- Bibsys: 90051079
- Biblioteca Nacional de España: XX1159095
- Bibliothèque nationale de France: cb11905320h (data)
- Catàleg d'autoritats de noms i títols de Catalunya: 981058528735806706
- CiNii: DA01155807
- Digitale Bibliotheek voor de Nederlandse Letteren: gold001
- Gemeinsame Normdatei: 118540505
- International Standard Name Identifier: 0000 0001 2096 0234
- Library of Congress Control Number: n79046263
- Nationale Bibliotheek van Letland: 000036004
- MusicBrainz: ade7dcf5-d9f4-4d7e-b6df-b53abfd8d087
- Bibliotheek van het Japanse parlement: 00441182
- Nationale Bibliotheek van Tsjechië: jn20000601987
- Nationale bibliotheek van Australië: 35131576
- Nationale Bibliotheek van Israël: 987007261836705171
- Nationale Bibliotheek van Polen: a0000001181560
- Nationale en Universitaire bibliotheek Zagreb: 000101255
- Nederlandse Thesaurus van Auteursnamen: 072222956
- Réseau des bibliothèques de Suisse occidentale: 02-A020429790
- RKD-Nederlands Instituut voor Kunstgeschiedenis: 283891
- Istituto Centrale per il Catalogo Unico: CFIV006378
- LIBRIS: 188378
- SNAC: w61j9b97
- Système universitaire de documentation: 026896095
- Trove: 836117
- Union List of Artist Names: 500244990
- Virtual International Authority File: 44299511
- WorldCat: E39PBJccgJHXRF88GX8pG3V6Kd